# Qingxiusaurus
Qingxiusaurus là một chi khủng long, được Mo Huang C. Zhao Z. Wang W. & Xu X. mô tả khoa học năm 2008.